# 沉淀物别样海源菌
沉淀物别样海源菌（学名：Aliidiomarina sedimenti）也称沉积物别样海源菌，是别样海源菌属的下属物种。此物种是一种革兰氏阴性、异养、严格需氧、氧化酶阳性、过氧化氢酶阳性、运动性、嗜碱且嗜温的直或微弯曲的杆状细菌。此物种用极鞭毛运动。此物种最早从伊朗沿海海洋湿地戈米山的沉积物样本中分离出来。